# 이기백
이기백(李基白, 1924년 10월 21일~2004년 6월 2일)은 대한민국의 역사학자로, 본관은 여주이다. 한국의 고대사에 대한 여러 업적을 남겼다.

## 생애
밝맑 이찬갑(1904년~1974년)의 장남으로 평안북도 정주에서 출생했다. 독립운동가 이승훈의 종증손이고, 국어학자 이기문은 그의 동생이며, 소설가 이인성(1953년~)은 그의 장남이다. 1941년 오산중학교를 졸업했다. 이 학교는 민족대표 33인의 한사람인 남강 이승훈(1864년~1930년)이 설립한 학교로, 이기백은 남강과 같은 집안이기도 하다. 일제강점기 말 일본 와세다 대학 사학과에 재학 중 일본군에 징집돼 만주 관동군에서 복무했으며, 도중에 해방을 맞았으나 소련군에 포로가 됐다가 나중에 귀국했다. 1946년 서울대학교 문리대학 사학과에 입학해 1년 만에 졸업했으며 1958년부터 1963년까지 이화여자대학교 교수를 지냈다. 이후 1963년부터 1985년까지 서강대학교 사학과 교수로 재직하면서 동양사의 전해종, 서양사의 길현모, 차하순 등과 함께 '서강사학'의 전성시대를 열었다. 회갑을 넘긴 1985년에 한림대학교 교수로 옮겨 1995년 퇴직했고, 한림과학원 객원교수와 이화여자대학교 사학과 석좌교수를 역임하기도 했다. 학사 출신이었으나 1985년 서강대에서 명예 문학박사를 받았다. 학술원 저작상, 인촌상, 국민훈장 모란장, 위암 장지연상, 용재학술상 등을 수상했다. 그리고 1987년부터는 이기백의 주도로 역사학자들이 일반 대중을 상대로 <한국사 시민강좌>와 같은 역사 잡지를 펴내기도 하였는데 처음에는 호응이 좋았으나 가면 갈수록 수익이 줄어 들었다. 그러나 잡지의 총편집을 주도한 이기백의 노력 덕분에 <한국사 시민강좌>는 이기백이 사망한 후로도 꾸준히 발행하다가 2012년 50호를 마지막으로 끝을 맺었다.

## 학문
대한민국의 초기 사학계에 영향을 미쳤으며, 민족사학을 개척하고, 그 한국사의 대중화에 힘썼다는 평가를 받는다. 해방 이후 한국 역사학, 특히 고대사학을 대표한다. 주요 저서로 《한국사신론》(1967년) 등이 있다. 이와 비슷한 저서로 한영우의 <다시찾는 우리역사>, 변태섭의 <한국사통론>등이 있는데 이 세권의 책은 현재까지도 역사교육과 학생이 임용고시를 준비하려면 적어도 한번쯤은 읽어야하는 책으로 거론되고 있다. 이병도의 제자이나 한국사를 보는 관점이 다르다. 이것은 이병도의 《국사대관》과는 다른 시점에서 보는 저서 《한국사신론》에서 볼 수 있다. 한국실증사학을 대표하는 이기백은 1962년 《국사신론》에 이어 이의 전면개정판인 《한국사신론》을 1967년 일조각에서 출판하면서 한국 사학계에서 확고한 위치를 확보했다. 이밖에도 역사 논문집《민족과 역사》,《신라정치사회사 연구》,《고려병제사》,《한국 사학의 방향》,《신라사상사 연구》,《한국사상의 재구성》외에 수상집《연사수록》(硏史隨錄)이 있다. 그리고 <민족과 역사>의 <민족문화의 전통과 계승>이 교과서에 실려있어서 적지 않은 학생들이 기억하고 있다. 내용은 서구화된 우리 사회에서 외래문화를 주체적으로 수용해야 하고 전통문화를 계승 발전 해야하며 이는 국수주의나 배타주의가 될수 없을 뿐만 아니라 오히려 외국의 선진 문화 섭취의 원동력이 될 것이라는 내용이며 전통문화중에서 우리가 보존하고 발전 계승할 전통과 인습을 구분하여야 한다는 내용이다.
그의 묘비에는 다음과 같은 글귀가 적혀있다.
| “ | 민족에 대한 사랑과 진리에 대한 믿음은 둘이 아니라 하나다. | ” |

## 저서
- 《국사신론》, 태성사, 1961
- 《한국사신론》, 일조각, 1967
- 《고려병제사연구》, 일조각, 1968
- 《민족과 역사》, 일조각, 1971
- 《신라정치사회사연구》, 일조각, 1974
- 《한국고대사론》, 탐구당, 1975
- 《한국사학의 방향》(이기백 편), 일조각, 1978
- 《고려광종연구》(이기백 편), 일조각, 1981
- 《한국사강좌 1 : 고대편》(이기동 공저), 일조각, 1982
- 《신라사상사연구》, 일조각, 1986년
- 《고려귀족사회의 형성》, 일조각, 1990[1]
- 《사료로 본 한국문화사 :고려편》, 일지사, 1990
- 《한국사의 재구성》, 일조각, 1991
- 《우리 역사의 여러 모습》, 일조각, 1996
- 《한국고대정치사회사연구》, 일조각, 1996
- 《한국사를 보는 눈》, 일조각, 1996

## 같이 보기
- 한국의 역사